# ギルドの受付嬢ですが、残業は嫌なのでボスをソロ討伐しようと思います
『ギルドの受付嬢ですが、残業は嫌なのでボスをソロ討伐しようと思います』（ギルドのうけつけじょうですが、ざんぎょうはいやなのでボスをソロとうばつしようとおもいます）は、香坂マトによる日本のライトノベル。電撃文庫（KADOKAWA）より2021年3月から刊行されている。2023年8月時点で電子版を含めたシリーズ累計部数は30万部を突破している。公式略称は「ギルます」。
イラストはがおうが担当していたが、2025年7月下旬に不祥事が発覚したことにより本作をはじめとするKADOKAWAから刊行している紙書籍の即時回収および絶版・電子版の配信停止が行われ、それと同時にイラストレーターを刷新しての新装版の刊行が発表された。
メディアミックスとして優木すずによるコミカライズが『月刊コミック電撃大王』（同社）にて、2021年8月号から連載中。2025年1月から3月までテレビアニメが放送された。

## あらすじ
大都市の冒険者ギルド、イフール・カウンターで受付嬢をするアリナ・クローバー。受付嬢は公務で仕事と収入が安定している。しかし、現実は残業と冒険者の対応に日々追われるものだった。のびのびと暮らすためには、ダンジョンを攻略し事務作業を減らす必要があるので、アリナは自分で攻略しようと考える。だが、ダンジョンに入れるのは冒険者だけ。そこでアリナは、受付嬢の仕事は副業禁止だが、一人でこっそり冒険者を始めた。

## 登場人物
声の項はテレビアニメ版の声優 / ボイスコミック版の声優。

### 主要登場人物
アリナ・クローバー
声 - 高橋李依 / 渡部紗弓
本作の主人公。イフール・カウンターの受付嬢。入所3年目。翡翠色の目が特徴的。17歳。誕生日は11月23日。上位1割の実力者に与えられる1級のライセンスを持っている。本人はなぜ神域スキルが使えるかがわかっていない。遺物を片手で破壊できるほどの力を持っている。のびのびと暮らすために、残業は当日中に終わらせる。昔は、翌日に繰り越していたが、嫌気がさし、現在の仕事スタイルになった。後輩のライラが受付の事務作業で困っている時は、手助けや乗り切り方などを教える後輩思いなところもある。
毎年イフール・カウンターの繁忙期に行われる新人の研修では、定刻通りに講義が終わるという理由でカウンター長に許可を取り、ライラと共に3泊4日の研修に行った。研修の講義では、伝説の受付嬢のロゼッタ・ルーベリーに出会う。残業をしたくないアリナは、事務作業を急いでこなし常に残業をなくすことを考えており、ギルドマスターであるグレンにも直接交渉をしている。
魔神となったグレンを倒した後、治療院で安静にしていた時でも胸ぐらをつかみ「残業をなくせ」と訴えかけている。
闘技大会ではカウンター長から実力を買われ、「死の窓口」と呼ばれる専用受付になった。受付作業の終了後、超域スキルで厳重に守られている大会優勝品（純遺物）を「デコピン」で破壊。なんとか直すも亀裂が残っており、証拠隠滅のため闘技大会に「白銀の剣」と共に出場。
職員旅行編ではループに巻き込まれた。1回目はただのデジャブだと思っていたが、2回目以降は変だと気付き5回目にしてジェイドもループに気付いた。6回目のループでは、トーゴが新ダンジョンを発見し、たまたま居合わせたためにリーティアン・カウンターの人手不足に借り出され残業をする羽目になった。7回目は観光の日程を巻き残業を回避した。
リーティアンでは鉄腕残業マスターの異名で知られている。受付嬢歴3年目にしてイーフルの主戦力、幾度の残業に耐えミスがなく伝説的受付嬢ロゼッタ・ルーベリーの再来と認識されているが、当の本人は仕事中毒者（）と同じにされることを嫌がっている。
ジェイド・スクレイド
声 - 熊谷健太郎 / 南雲大輔
「白銀の剣」のリーダー。盾（タンク）役。目がとても良く、フードを被った処刑人の正体を一番に見破った人物。器用でアリナの残業の手伝いを楽々にこなす。人づきあいがとてもよい。
冒険者初の超域スキルを複数発芽させ、「鉄壁の守護者」「百眼の獣士」「終焉の血塗者」のスキルを持つ。また、自身のスキルである「百眼の獣士」を二重に発動させ、ルルリの「不死の祝福者」の複合で「未来予知」を発動させることができる。
アリナに好意を抱いているが、ストーカー気味になりつつある。女性冒険者や受付嬢からかなりの人気がある。
ナーシャの持つ神域スキルの情報と鉄壁の守護者を共有し巨神の盾を発動させた。
ライラ
声 - 芹澤優
アリナの後輩で新人受付嬢。処刑人に好意を抱いており、処刑人を模した自作の人形を寝室に持ち込むほど。その正体がアリナであることにも気付いている。
先人の一人で、シルハ、ヴィエナ、フィエナ、ラウム、ナーシャと同じ研究室で働いておりナーシャとは先輩と後輩の関係。
ライラも他の人と同じく魔神核を埋められたが不完全のものであったため魔神になることはなく、ナーシャに「殺してくれ」と頼まれたが殺すことができなかった。
腕に魔法陣が刻まれており、神域スキルである「巨神の風翼」を持っている。

### 白銀の剣
冒険者のパーティで最強と称され、一流の冒険者が選ばれる。戦績が出ないとメンバーの総入れ替えが行われる。現在はジェイド率いる3人がいる。
ジェイド・スクレイド

ロウ・ロズブレンダ
声 - 安田陸矢
後衛（バックアタッカー）役。パーティのムードメーカー的存在。黒魔導士で強力な攻撃魔法が使え、スキル「永増の愚者」が使える。
物心がついた時から魔法で人を殺して、お金を稼いでいた。闇ギルド一の暗殺者と呼ばれたり赤い掃除屋と呼ばれる。15歳の時にギルドマスターのゼファに「ギルドを抜けたい」と言った。闇ギルドを抜ける際には記憶消去を行わないといけないが、ゼファから交換条件として「記憶免除の代わりに儂らを手伝ってほしい」と提案された。
ルルリ・アシュフォード
声 - 古賀葵 / 寺澤百花
回復（ヒーラー）役。語尾に「です」がつく。「不死の祝福者」のスキルを持つ。
まだ駆け出しの冒険者だった頃に別のパーティに所属していたが、戦闘中に焦りのあまり回復が間に合わずに仲間の冒険者を見殺しにしてしまい、回復役としての役目を全うできなかった過去があり、そのことを追い目に感じ続けている。

### ギルドの人物

#### 冒険者ギルド
ダンジョンの受注を主としているギルド。
ギルド本部
かつては「灰の城塞」というS級ダンジョンだったが、グレン率いる「白銀の剣」の完全攻略により、現在はギルド本部になっている。
グレン・ガリア
声 - 松田健一郎
ギルドマスター。超域スキル「時の観測者」が使える。このスキルを使い処刑人の正体を見抜いた。元は「白銀の剣」のメンバーで最強の冒険者にして大剣使いの前衛役。自身が志願したアリナとの対決では、自身のスキルが破られ敗北した。
現役時代の性格は、冒険者や同じ白銀のメンバーにも敬遠されるほどの人物で、冷たく、頑固で、利己主義だが、規律に従い人間の心は「ない」と言われていた。しかし、娘養子のリンの存在が彼の性格を大きく変え、グレンが18の時に剣聖に「家族を持つという修行」という名目で無理やり引き取らされた。25歳で現役を引退し、グレンは「あいつらと一緒に、冒険者グレン・ガリアは死んだ」と語り、その後すぐにギルドマスターになった。
現在のグレンは「面倒な仕事が続くと自身のスキルである『時の観測者』を発動し逃げ出す」と秘書のフィリは語った。ジェイドに対しては、その実力を称賛する言葉を本人に投げかけるなど一目置いている。
亡き娘を蘇生するため、自身の左手に「魔神核」をはめ込んだ。この魔神核を獲得するために魔神を復活させ、冒険者を犠牲にしている。魔神になると強力なスキル（神域スキル）が使えるようになるので、グレンは超域スキル「時の観測者」の上位互換「巨神の時操り」に変異させた。灰の城塞（現・ギルド本部）の地下階層はグレンが時を戻すのに「力」を温存し、より過去に戻せるようにするために秘密にされていた。そして、遠い過去に戻ることに成功したが、ボスにやられ、パーティーメンバーが灰になった所だった。
フィリ
声 - 柚木涼香
ギルドマスターであるグレンの秘書。
シェリー
声 - 久川綾
ギルドの研究班に所属している20代前半の女性。ギルド本部内で5本の指に入るほどの美人。遺物研究の第一人者で、導きの結晶片や虚像構築装置などを作った。

#### 元・白銀の剣
ガンズ
声 - 田渕将平
「白銀の剣」の攻撃（アタッカー）役だったが、処刑人の攻撃を見てやる気をなくしパーティを引退した。冒険者ライセンスは2級。プライドが高い。暴刃のガンズと呼ばれている。
グレン・ガリア
二世代前の「白銀の剣」のメンバーで最強の冒険者にして大剣使いの全衛役、現在のギルドマスター。

リン・リーチェ
声 − 小澤亜李
グレンが「白銀の剣」のメンバーだった頃の回復役。現在のギルドマスターであるグレンが現役だった時のメンバー。グレンの娘養子で、15歳で「白銀の剣」のメンバーになった。灰の城塞の地上階をクリア後、地下のボス部屋で戦死した。

#### クエストカウンター
イフール・カウンター
アリナ・クローバー

ライラ

アレッタ
アリナ、ライラの先輩。清楚系受付嬢で冒険者からの人気も高いが、実は、腹黒受付嬢。
スーリ
アリナ、ライラの先輩。ジェイドのことが好き。
責任感が強く、かつてイフール・カウンターは協力体制で、主任になった今、事務作業を個人体制に変えた。
リーティアン・カウンター
シンシア
リーティアンの受付嬢。

#### 情報屋ギルド
希少価値の高い情報を求め、収集し、情報が必要な冒険者に売り生計を立てている。
ジェシカ
声 - 大原さやか
情報屋ギルドのマスターでグレンとは腐れ縁。

#### 闇ギルド
通常のギルドとは異なり、暗殺や人身売買などを行うギルド。冒険者ギルドとは仲が悪く、スキルが発芽すると魔法は弱くなるので陰で活動する原因にもなった。
独自の魔法や知識などの技術（禁術）を持っており、抜ける時には記憶を抹消しないといけない。また、記憶を抹消しないと掟破りとなり殺される。
ゼファ・ラングル
闇ギルドマスターで40年以上勤めている。
ガルド
魔導士、暗殺者。魔法の強さを世に知らしめるため、魔神核をはめ込んだ。高度な回復技術を持っている。

#### 四聖
4人で四聖と呼ばれる冒険者の祖で大陸の攻略を始めた人々。四聖はギルドのトップとして扱われているが、それぞれのギルドはグレン、ジェシカに任せている。年に一度定期的報告会がある。初代四聖は冒険者ギルドの創設者でヘルカシア大陸の純然たる王様。祈りの塔の最上階で神の祝福を受け、巨神スキルを発芽できたものが次期四聖になることが出来る。神域スキルを使って一切の報酬を受けてはならない決まりがある。
剣聖
声 - 中田譲治
現在の4代目剣聖は初老。グレンが若い時は、ジェノンと言う人物が務めていた。
聖母
声 - 水橋かおり
現在の4代目聖母は少女。名前はレベッカ。大賢者とも仲が良く、大賢者の情報と四聖の情報を交換するという条件でジェイドに四世の秘密を教える。
守護者
声 - 村瀬歩
現在の4代目守護者は青年。名前はアラン・ジェイキス。規律の守護者。ケリー・レイスという偽名で冒険者ライセンスを獲得している。巨神の護籠手が使える。
大賢者
現在は空席。10年前に姿を消した。文武に秀でており強力なスキルも保持していた。失踪には闇ギルドも関わっており、失踪後は、フィールアで冒険者として暮らしており、シュラウドと称していた。
初代大賢者より代々受け継がれている魔導書がある。

### 魔神・魔物

#### 魔神
人型のモンスター。複数の神域スキルを使用することができる。人の魂を喰って動くが、動力源としては強大で間違った使い方。元は人間であり、先人が創った遺物で世界を救う為につくられた。
シルハ
声 - 竹内良太
白亜の塔のボスで、「巨神の暴槍」「巨神の妬鏡」「巨神の裁剣」を使うことができる。
ヴィエナ&フィエナ
声 - 長縄まりあ（ヴィエナ）、和多田美咲（フィエナ）
「巨神の死矢」を2人で使うことができる。再生能力を保持している。対の魔物で「対の欠片」があると無限に再生・増殖できる。
ヴィルフィナ
ヴィエナとフィエナが合体した魔神。速度が大きく上がる。
ラウム
ゴーズによって目覚めた魔神だが、魂を喰う前であり「武装解除」し、アリナに向かって「私を殺してくれないか」と言った。
ナーシャ・レンダ
ループに巻き込まれたアリナとジェイドの前に現れた予言の巫女として登場するが冷静を失ったアリナに本当のことを話せと言われると予言の巫女ではなく幽霊に近い存在と話す。が、実際は幽霊や巫女ではなく先人の記憶と人格を持つ魔神だが本体と分離しており、見た目が幽霊に見えるためアリナたちには幽霊と語った。
本体には魔神核が埋められており、他の魔神核よりも強力である。
魔神として奪い尽くした情報もあり、その情報からジェイドの「鉄壁の守護者」の上位互換である「巨神の盾」を生み出した。
多くの情報を持っていたナーシャだがアリナの巨神の破鎚が金の粒子を纏い変異した「全てを打ち砕く者（）」は見たことが無かった。
また、「大いなる時」を操っておりアリナとジェイドがループに巻き込まれた元凶である。
ライラ

#### 魔物
ケルベロス
A級ダンジョンのボス。
ブラックウルフ
黒い四足の獣。
ヘルフレイムドラゴン
声 - 田所陽向
ベルフラ地下遺跡の最下層で待ち構えているボス。当時の白銀の剣を含む冒険者達を苦戦させるほどの強さを持ち、ベルフラ地下遺跡の攻略が遅々として進まない状況を生み出し、引いてはアリナの残業が1ヶ月経っても終わらない原因を作っていた。結果、痺れを切らした処刑人によって倒されるが、この際にジェイドが処刑人の顔を目撃したことで、その正体がアリナだと突き止めるキッカケになった。

### その他の登場人物
処刑人
遺跡の攻略が行き詰まると現れる。ダンジョンの攻略をソロでしている。神域スキル「巨神の破鎚」を使うことができ、大鎚（ウオーハンマー）で敵を倒す。周りからは処刑人と呼ばれ、ジェイドと並ぶイケメンではないかと噂が広まる。後にジェイド率いる「白銀の剣」とギルドマスターのグレンに正体がばれ、アリナ・クローバーであることが判った。ダンジョンでソロ討伐するときはフードを被っているため、他の冒険者には気付かれていない。
スレイ・ゴースト
声 - 福島潤
ありもしない裏クエストを案内せよなどとクレームをつけまくるギルド内でも関わってはいけないと敬遠される冒険者。冷静に対応したアリナにキレて暴力を振るおうとしたところをジェイドに止められ一度は退散したが、クレイゴーレムを引き連れてギルドを襲撃。その際ゴーレムの欠片でアリナの自宅が全壊し、激怒して処刑人となったアリナの破槌で再起不能にさせられた。
シュラウド
声 - 阿座上洋平
アリナが幼少期に仲が良かった冒険者の男性。攻撃役。当時の年齢は23歳だが、アリナからは「シュラウドおじちゃん」と呼ばれていた。アリナに受付嬢の仕事を勧めた張本人。クエストで敗れ死亡した。
元は、4代目大賢者だった。
原作6巻では、賢魔書に自身の情報を記していたため魂と肉体を再構築させ巨神の賢眼を使い姿をコピーしてアリナのもとに現れた。
イレイザ
アリナの母で四つ葉亭という酒場を経営している。
アシュリー
アリナの弟でシスターコンプレックス。15歳。性格はアリナとは正反対で物静か。四聖が創った上級教育機関である大学に通っている。
黒衣の男
魔神の復活に関わっているとされる人物。後に正体がギルドマスターのグレン・ガリアであることが判った。グレンが黒衣の男となったのは、亡き一人娘を蘇生するために身を隠す必要があったからだった。
あの方
闇ギルドで話題となっている人物。ヘルカシア大陸をよく思っていない。原作6巻で四聖の一人である剣聖であることが分かった。
ロゼッタ・ルーベリー
声 - 堀越真己
かつてイフール・カウンターにいた、超凄腕受付嬢。受付嬢のスタイルを作り上げた伝説的受付嬢。ベストセラー作品に「受付嬢になりたければ、豆を食べなさい」がある。また、かなりの仕事中毒者で、アリナが「残業をなくすためにはどうすればいいのか」と聞くと「仕事は恋人だと考えを変えてみるのよ」と答えた。現在は事務班の長。
ゴーズ
アリナをおちょくったり、シュラウドを騙る不届きもの。
シャーロ
ロウが小さな時に初めてできた友達。ロウが禁術である蒼炎を見せたため、記憶消去された。
トーゴ
リーティアンでは有名な探検家。
シンシア
リーティアンの受付嬢。
神喰い
1000年前の大陸で多くの先人たちを殺した怪物の総称。その中の「呪鬼」は先人の手では倒せず封印されていた。自身が受けた攻撃や技を解析しまコピーして取得する。

## 用語

### 汎用
受付嬢
アリナの職場。収入が安定しており家のローンが組めたりする。終身雇用。しかし一方で就業規則が厳しく、特に「副業禁止」規定を破ると一発解雇まであり得る。男性冒険者や、他の職員から癒し的な存在になっている。
イフール・カウンター
冒険者ギルド。大都市イフールの中でも最大級の規模と受注数を誇り多くの冒険者が集まる。現在のイフール・カウンターは完璧なクエストカウンターで、受付嬢も中堅以上の人が多いが、昔は、ミスも多く仕事が出来ない場所として陰で笑われていた。その原因は完全な協力体制で、誰かがやってくれる、という他人任せなところがありミスが多発していた。現在は、完全な個人体制に切り替え最大のクエストカウンターとなった。
リーティアン・カウンター
リル島にあるリーティアンのクエストカウンター。
闘技場
冒険者ギルド本部にある最大の訓練場。
スキル難民
スキルを発動したくてもなかなか発芽できない人。
裏クエスト
誰も知らない隠されたダンジョンとして噂されている。ダンジョンには特別な遺物があるとされている。遺物（レリック）を壊すとクエストが発動される。
先人
かつて大陸で栄えた民族だが、魔神核を埋められたシルハたちによって消滅した。元から神域スキルを持っていた。神（ディア）の祝福を受け、高い技術や知識を持っており、高度な文明を築いた。
遺物（レリック）
先人たちの高い技術によって作られた装飾品。
純遺物（ジュンレリック）
加工がされていない遺物。高価で冒険者が喉から手が出るほど欲しがるものである。
遺物武器（レリックアルマ）
攻撃力、耐久力は通常の武器より高い。最高ランクとも呼ばれる。
魔神核
魔神の心臓ともいわれ、人の魂で動き、人を食べた分だけ神域スキルを発動させる。また、使った人間は人格を変えられ、意思が喰われる。
百年祭
イフールでは年に1回、3日間行われる。「百年祭で、その日もっとも強い意志を持って力を望んだ者に、神の祝福（）が与えられる」と言われている。
闘技大会
4年に一度開催される冒険者たちの祭典で最大4人までパーティが組め、登録にはパーティ全員の署名とライセンスカードが必要となる。
地下書庫
ギルド本部の最下層にある書庫。門外不出の書物や危険な遺物を保管している。ギルドマスターのみが入れる。
夜の小路亭（ノクト・バー）
昔から白銀の剣が使っている酒場。
魔道芸人（ピエロ）
魔法を使うことができる。
魔導士
200年前、スキル発芽により魔法の価値が下がりスキルを恨むものが多い。
四聖書リブリ
初代四世がヘルカシア大陸に降り立ってから大陸の出来事が書いてある歴史書。
研修棟
ギルド本部にある受付嬢、技術班、探索班などの新人研修を行う。お化けが出るという噂がある。
人事部
受付嬢やギルド全職員の所属部署を決める部署。毎年移動が近くなると多くの人が、知り合いに希望部署へ頼み込んでいる。
経済班長
予算を決める。
エーテル
先人の作ったダンジョンから発生する。
職員旅行
ギルドの正職員や受付嬢、カウンター長などが行く旅行。
予言の巫女像
礼拝堂内にある像。何十年も前にリーティアンの人が建てた。危機が迫ると誰かの前に現れ予言を残し消える。守神として愛されている。
神の印
八方位の魔法陣。太陽を模している。先人は太陽が神の姿と思っていた。
探索者
未発見のダンジョンを探す人。冒険者とは違いダンジョンを見つけ情報を売って生計を立てている。
大いなる時
その日を繰り返す（ループ）することが出来る。
長期休暇取得期間
年間に付与される有給休暇とは異なり、2ヶ月の期間中7日間の休暇を取ることができる。
賢魔書（サージ・リベル）
初代大賢者より受け継がれている魔導書。その中には神域スキルが記されている。4代目大賢者は己の情報を残し魂と肉体を再構築した。
冒険者ランク査定
冒険者の1年間の実績と収入に応じて与えられているランクを見直す。そのため冒険者はランクによって仕事の幅が左右される。
ある事務職員はランク査定を20年務めているが冒険者との過酷なバトルで肉体が鍛えられたと言う。
年に一度の大戦争ともいわれ虚偽報告や書類偽造など乱闘になるため、ボタン一つで冒険者を地下牢に送る地下牢専用転移装置が導入された。
大学
義務学校を終えた15歳以上の人が入試に合格して通うことができる。四聖が創った上級教育機関であり、主要都市に複数ある。聖学と賢学を学ぶことができ、賢学は賢者としての知識を学べる。
狩人
魔物の素材を追い求め大陸中を駆け回る。現在は絶滅危惧種の職。

### アイテム
赤水晶（レッドオーブ）
太陽を模した特徴的な魔法陣が現れる。
ポーション
本来は回復作用のある物だが、受付嬢の中では、残業のお供（エナジードリンクのような物）である。
転移装置（クリスタル・ゲート）
淡い光を放ち六角中の蒼結晶。ダンジョンの行き先限定で使用できる。転移には冒険者のライセンスカードが必要。
赤の転移装置
ギルド本部内で使う。転移結晶。
緑の転送装置
ライラが作った物で、隠しダンジョンに繋がる。
簡易型転送装置
イーフルにある転移装置と相互干渉に気をつければ誰でも使えるが、どこに飛ばされるかわからない。
導きの結晶片
持ち主が瀕死になったとき、ほかの欠片たちが一斉に導いてくれる。白銀の剣のみが持つことを許された特別アイテム。
虚像構築装置（ホログラム）
水晶に記憶させた情報を3次元的に映写する。

### スキル
天性的に備わる。人域より強いのが超域。超域より強いのが神域である。

#### 人域（レギン）
人間の限界内のスキル。スキルの中では最も弱い。
筋力増強（レギン・オーバー）
筋力を増強させ体から青い光を放つ。

#### 超域（シグルス）
人間の限界を超えることができるスキル。神域スキルが存在しない（噂話）と思われており、神域スキルが登場するまでは、最強のスキルであった。
鉄壁の守護者（シグルス・ウオール）
防御力が上がる。
時の観測者（シグルス・クロノス）
時を止めることができ、過去にも戻り、観測することができる。アリナのスキルが現れるまでは、最強のスキルであった。
不死の祝福者（シグルス・リバイブ）
回復をすることができる。
百眼の獣士（シグルス・ビースト）
五感の感度を人間の限界を超え、わずかな音、匂い、気配を広範囲に感知できる。
鉄牢の死刑囚（シグルス・プリズナ）
鉄格子が現れ四方を囲むことができる。
英雄の咆哮（シグルス・ロア）
力が上がる。体から赤い光を放つ。
終焉の血塗者（シグルス・ブラット）
周囲の仲間に向いた攻撃の矛先を強制的に自分へさし変える。
空の超越者（シグルス・ムーヴァ）
瞬間移動のスキル。
魂の献上者（シグルス・オウファ）
自らの命と引き換えに、敵から受けた攻撃を仲間全員分すべて無効にする。
永増の愚者（シグルス・アシヌ）
超域スキルの中では右に出るものがないほどの高火力。コントロールが難しいため室内では使えないと聞かされていたが、実際は室内でも使える。
忍寄る影武者（シグルス・シェード）
自分の影がゆがみ蛇になる。

#### 神域（ディア）
スキルのレア度の中では最も高く、なかなか発芽することができない。文献でしか存在が知られていなかった。スキル発動中は身体能力が向上される。スキルを扱うにふさわしい体でないと大きな疲弊を伴う。
巨神の破鎚（ディア・ブレイク）
大鎚（ウオーハンマー）を出現させる。また、金の粒子を纏い変異し、神域スキルを凌駕することができる。また、原作5巻では外套を着た男に本当の名は「全てを打ち砕く者（）」だと告げられた。アリナが使用。
巨神の暴槍（ディア・ストウム）
巨大な槍が虚空から出現させる。魔神シルハが使用。
巨神の妬鏡（ディア・ドレイン）
大きな丸鏡を出現させ、写された者の武器とスキルを奪うことができる。魔神シルハが使用。
巨神の裁剣（ディア・ジャッジ）
長剣を出現させる。魔神シルハが使用。
巨神の死矢（ディア・モーテ）
銀の大弓を出現させる。魔神ヴィエナ、魔神フィエナが使用。
巨神の時操り（ディア・クロノス）
超域スキル「時の観測者」の上位互換で過去まで時を戻すことができ、改変することが出来る。
巨神の風翼（ディアヴェイトス）
翼が生え風を操ることができ、巨大な槍を形成する槍型（スピア）、霧型（ネブラ）がある。
巨神の光波（ディア・フルクトウス）
巨神の独蚕（ディア・ヴェノム）
毒霧を発生させる。触れると溶ける。
巨神の盾（ディア・ウォール）
超域スキル鉄壁の守護者の上位互換。一定時間強力な守護を張る。
巨神の賢眼（ディア・イミタティオ）
対象を完全再現することができる。ただし効果時間は短く、完全再現する対象が近くにいないといけない。
巨神の斬剣（ディア・グラディウス）
純白の長剣を出現させる。切り裂いた対象を停止させる。
巨神の滅鎌（ディア・ファルクス）
巨大な大鎌を出現させる。
巨神の魔弾（ディア・グロブス）
細長い銃を生成する。銀弾と黒弾があり回復弾と攻撃弾の2種類。
巨神の護籠手（ディア・セスタス）
巨神の不死盾（ディア・グォール）
巨神の封獄（ディア・ゲーナ）
瞬間移動系のスキル。

#### 複合スキル
複数のスキルを合わせることによって発動するが激しい体力の消耗や命にかかわることがある。
未来予知（フトウレ）
「百眼の獣士」を二重に発動させ、「不死の祝福者」と合わせた複合スキル。
千重壁（ミリア）
周辺にいくつもの「鉄壁の守護者」を発動しておき、「終焉の血塗者」で回収し、本来重複しない「鉄壁の守護者」を重ねがけに発動させた複合スキル。鉄壁の守護者より防御力が高まる。

### 魔法
魔杖（ロッド）を使って魔法を唱える。スキルより下級である。
鳥嘴氷（グラシス）
氷魔法
氷礫雨（インベル）
　氷の礫を生成し巻き込まれると凍りつく。
竜蛇炎（イグニス）
　竜のような炎を前方に出すことができる。
魔惑光（ハストル）
　敵視（ヘイト）を取ることができる。
治癒光（ヒール）
　治療魔法
禁術
闇ギルドが長年にわたり開発したスキルに対抗するもの。
蒼炎（フラマ）
黒魔導士がよく使い火炎系魔法。赤い炎をしており、真っ青な炎に色を変える。
呪竜
200年前の魔導士が、自らの命と引き換えに創り出した、最も古い危険な禁術。スキルを奪うことができる。

### 遺跡（ダンジョン）
冒険者の死亡率・行方不明率が高くなり、彼らの管理を目的とした「クエスト」制を初代四聖が定めた。級ごとに分かれA級は4人1組での参加が推奨される。
灰の城塞
15年前に、グレン率いる「白銀の剣」が攻略したダンジョンで、難易度は最高ランクのS級で、攻略は不可能とされていた。しかし、幾度の攻略によって完全攻略を果たしたが、無事生還したのはグランただ一人だけだった。この攻略では多くの冒険者の命を落とした。全34階層。
白亜の塔
アリナが壊した赤水晶の欠片から、受注クエストとして現れた隠しダンジョン。全4層で難易度はS級。
永久の森
駆け出し冒険者が最初に籠るダンジョン。2巻では隠しダンジョンとして登場。C級ダンジョン。
シヴィ大聖堂
アリナとライラの研修中に見つかった超大型ダンジョン。全7階層になっている。
暗闇の塔
闘技大会の優勝商品である純遺物を破壊したら現れた裏クエスト。
祈りの塔
全23階層からなり塔の中からは20階層までしか進めず21階層以降は四聖の持つ転移装置でしか辿り着けない。23階層には神の祝福が降り注いでおり神域スキルを獲得できる。。

### 地名
フィールア
アリナの生まれ故郷。4代目大賢者が暮らしていた。
ヘルカシア大陸
かつて先人たちが住み神の国（ディアニア）と呼ばれていた。
イフール
ヘルカシア大陸の中では大都市に当たる。
エルム大峡谷
イフールから東にあり、大自然が広がる。ダンジョンがあまり発見されていない。
アルタノ大草原
草原が広がっており、草原を貫くように古い街道がある。
リル島
南北に細長い位置さな島で観光都市リーティアンがある。先人の時代では、時の実験場と呼ばれていた。かなり美しい景観をしており女性に人気で、プロポーズの場所としても定番。
リーティアン
リル島の観光都市。探索者によって興った町。
宿場町ルルコア
イーフルから小さな山を超えた先にある小さな宿場町。周辺都市を結ぶ主要な交通の要である。

### その他
トニーズ・サロン
リル島にある飲食店で普段は金持ちの御用達。会員制で予約必須だが年に一度のお祭りの時だけ一般開放される。スイーツ食べ放題をやっている。
岩山の礼拝堂
元々はC級ダンジョン。純白の拝礼堂でリーティアンの観光名所。町から離れた場所にある。塔の頂上には神の印が刻まれ礼拝堂の壁の至る所にもある。
四つ葉亭
フィールアにある酒場。アリナの実家でイレイザが店主を務めている。

## 歴賞・ノミネート歴
| 発表年 | 賞                           | 部門                                | 対象                                                               | 結果 |
| ------ | ---------------------------- | ----------------------------------- | ------------------------------------------------------------------ | ---- |
| 2020   | 第27回電撃小説大賞           |                                     | ギルドの受付嬢ですが、残業は嫌なのでボスをソロ討伐しようと思います | 金賞 |
| 2022   | 次にくるライトノベル大賞2021 | 書店員が選ぶ！ 私のイチオシ作品部門 | ギルドの受付嬢ですが、残業は嫌なのでボスをソロ討伐しようと思います | 2位  |

## 既刊一覧

### 小説（旧版）
- 香坂マト（著）・がおう（イラスト） 『ギルドの受付嬢ですが、残業は嫌なのでボスをソロ討伐しようと思います』 KADOKAWA〈電撃文庫〉、全8巻(未完・絶版)[2]
  1. 2021年3月10日初版発行（同日発売[14]）、ISBN 978-4-04-913688-3
  2. 2021年7月9日初版発行（同日発売[15]）、ISBN 978-4-04-913871-9
  3. 2021年11月10日初版発行（同日発売[16]）、ISBN 978-4-04-913937-2
  4. 2022年3月10日初版発行（同日発売[17]）、ISBN 978-4-04-914144-3
  5. 2022年7月8日初版発行（同日発売[18]）、ISBN 978-4-04-914534-2
  6. 2023年1月7日初版発行（同日発売[19]）、ISBN 978-4-04-914813-8
  7. 2023年6月9日発売[20]、ISBN 978-4-04-915121-3
  8. 2024年8月9日発売[21]、ISBN 978-4-04-915345-3

### 漫画
- 香坂マト（原作）・優木すず（漫画）・がおう（イラスト） 『ギルドの受付嬢ですが、残業は嫌なのでボスをソロ討伐しようと思います』 KADOKAWA〈電撃コミックスNEXT〉、既刊6巻（2025年6月10日現在）
  1. 2022年2月10日初版発行（同日発売[22][23]）、ISBN 978-4-04-914263-1
  2. 2022年10月7日発売[24]、ISBN 978-4-04-914652-3
  3. 2023年6月9日発売[25]、ISBN 978-4-04-915105-3
  4. 2024年2月9日発売[26]、ISBN 978-4-04-915500-6
  5. 2024年10月10日発売[27]、ISBN 978-4-04-915971-4
  6. 2025年6月10日発売[28]、ISBN 978-4-04-916456-5

## テレビアニメ
2023年7月に開催されたオンラインイベント「電撃文庫 30th 夏の祭典オンライン 2023」にてアニメ化が発表され、2025年1月から3月までTOKYO MXほかにて放送された。
放送開始前の2024年11月23日にWEB特番「～勤労に感謝を！アリナにも感謝を！～」がYouTubeで配信、放送開始の前週には放送直前特番「ギルドの受付嬢ですが、お正月なのでみんなでゆっくりしようと思います」が各局で放送された。
第7話ではアニメイトのアニメ店長（兄沢命斗）によるコラボCMが放送された。

### スタッフ
- 原作 - 香坂マト[34]
- 原作イラスト - がおう[34]
- 監督 - 長澤剛[34]
- シリーズ構成 - 千葉美鈴[34]
- キャラクターデザイン - 長田好弘[8]、町田真一[8]
- モンスターデザイン - ゆーこー[8]
- プロップデザイン - レコメンデーション[8]
- 2Dデザイン - MAMEX[35]
- CG監督 - 冨田裕介[35]
- CGアニメーション制作 - Boundary[8]
- 色彩設計 - 斉藤明子[8]
- 美術監督・美術設定 - 加藤靖忠[8]
- テクニカルディレクター - 佐久間悠也[8]
- 撮影監督 - 本倉悠介[8]
- 編集 - 柳圭介[8]
- 音響監督 - 小泉紀介[8]
- 音響効果 - 中野勝博
- 音響制作 - HALF H・P STUDIO
- 音楽 - 伊藤翼[8]
- 音楽制作 - アニプレックス
- 音楽プロデューサー - 山内真治
- プロデューサー - 奈良駿介、吉岡雄介、大和田智之、外川明宏、小幡敬志朗、井上貴允
- 制作プロデューサー - 伊藤泰斗
- アニメーションプロデューサー - 髙吉哲歩
- 制作 - CloverWorks[34]
- アニメーション制作協力 - 作楽クリエイト[34]
- 製作 - イフール労働組合[34]（アニプレックス、KADOKAWA、BS11、MOVIC、グッドスマイルカンパニー、CloverWorks）

### 主題歌
「パーフェクトデイ」
310によるオープニングテーマ。作詞・作曲・編曲は藤永龍太郎。
「明日の私に幸あれ」
ナナヲアカリによるエンディングテーマ。作詞・作曲・編曲は玉屋2060%。

### 各話リスト
| 話数 | サブタイトル                                                           | 脚本     | 絵コンテ        | 演出                | 作画監督 | 総作画監督                 | 初放送日       |
| ---- | ---------------------------------------------------------------------- | -------- | --------------- | ------------------- | --- | -------------------------- | -------------- |
| #1   | ギルドの受付嬢なので、平穏な生活をしたいと思います                     | 千葉美鈴 | 長澤剛          | 松永眞彦            | 江口茜 渡邉慶子                                                                                                 | 町田真一 濱口頌平          | 2025年 1月11日 |
| #2   | 処刑人ですが、正体がバレるとクビなので実力行使しようと思います         | 千葉美鈴 | 三浦唯          | 備前克彦            | 森亜弥子 村田憲泰 髙野ゆかり                                                                                    | 濱口頌平                   | 1月18日        |
| #3   | 白銀の盾役ですが、ヤバいダンジョンに挑もうと思います                   | 森江美咲 | 駒井一也        | 小川凜太郎          | 髙野ゆかり 天羽美琴 渡邉慶子 江口茜                                                                             | 濱口頌平                   | 1月25日        |
| #4   | 遺物とか裏クエストとか魔神とか業務の邪魔なので、ブッ飛ばそうと思います | 千葉美鈴 | 駒井一也        | 松永眞彦            | 森亜弥子 髙野ゆかり 宮代夏樹 吉森直子                                                                           | 濱口頌平 町田真一          | 2月1日         |
| #5   | 白銀の回復役ですが、私にも癒やしが欲しいと思うのです                   | 森江美咲 | 中村憲由        | 小川凜太郎          | 渡邉慶子 村田憲泰 江口茜 髙野ゆかり 藤田和行                                                                    | 濱口頌平 緒方浩美          | 2月8日         |
| #6   | 白銀の後衛役ですが、デマ野郎を取っ捕まえようと思います                 | 井上美緒 | 備前克彦        | 備前克彦            | 髙野ゆかり 天羽美琴 渡邉慶子 江口茜                                                                             | 濱口頌平                   | 2月15日        |
| #7   | 待ちに待った百年祭なので、絶対に絶対に楽しもうと思います               | 千葉美鈴 | 小倉宏文        | 小川凜太郎          | 江口茜 村田憲泰 渡邉慶子 天羽美琴                                                                               | 町田真一                   | 2月22日        |
| #8   | ふがいない回復役ですが、私のできることを全うしようと思うのです         | 森江美咲 | 木瀬直          | 松永眞彦            | 髙野ゆかり 森亜弥子 吉森直子 宮代夏樹                                                                           | 濱口頌平                   | 3月1日         |
| #9   | 受付嬢3年目ですが、新人研修に行こうと思います                          | 森江美咲 | 大西景介        | 内堀雅人            | 樫内乃恵子 志田ただし 渡邉慶子                                                                                  | 緒方浩美                   | 3月8日         |
| #10  | 研修中におばけが出るのですが、そんなの聞いてないよって思います         | 森江美咲 | 二瓶勇一 三浦唯 | 小川凜太郎 松永眞彦 | 髙野ゆかり 森亜弥子 江口茜 吉森直子 天羽美琴 村田憲泰 宮代夏樹                                                  | 町田真一                   | 3月15日        |
| #11  | 罠かもしれないですが、前へ進むしかないと思います                       | 千葉美鈴 | 備前克彦        | 備前克彦            | 髙野ゆかり 天羽美琴 志田ただし 吉森直子 渡邉慶子 江口茜                                                         | 濱口頌平                   | 3月22日        |
| #12  | ギルドの受付嬢ですが、残業回避のため最後まで戦おうと思います           | 千葉美鈴 | 辻初樹          | 長澤剛              | 髙野ゆかり 渡邉慶子 江口茜 村田憲泰 森亜弥子 天羽美琴 志田ただし 吉森直子 宮代夏樹 備前克彦 別所正直 小嶌エリナ | 町田真一 濱口頌平 緒方浩美 | 3月29日        |

### 放送局
| 放送期間                | 放送時間                     | 放送局         | 対象地域   | 備考                                 |
| ----------------------- | ---------------------------- | -------------- | ---------- | ------------------------------------ |
| 2025年1月11日 - 3月29日 | 土曜 0:00 - 0:30（金曜深夜） | TOKYO MX       | 東京都     |                                      |
|                         |                              | とちぎテレビ   | 栃木県     |                                      |
|                         |                              | 群馬テレビ     | 群馬県     |                                      |
|                         |                              | BS11           | 日本全域   | 製作参加 / BS放送 / 『ANIME+』枠     |
| 2025年1月12日 - 3月30日 | 日曜 2:30 - 3:00（土曜深夜） | 朝日放送テレビ | 近畿広域圏 | 『ANiMAZiNG2!!!』枠                  |
| 2025年1月13日 - 3月31日 | 月曜 22:00 - 22:30           | AT-X           | 日本全域   | CS放送 / 字幕放送 / リピート放送あり |
| 2025年1月14日 - 4月1日  | 火曜 2:05 - 2:35（月曜深夜） | テレビ愛知     | 愛知県     |                                      |

| 配信開始日    | 配信時間                           | 配信サイト | 備考           |
| ------------- | ---------------------------------- | --- | -------------- |
| 2025年1月11日 | 土曜 0:00（金曜深夜） 更新         | ABEMA Prime Video | 地上波同時配信 |
| 2025年1月14日 | 火曜 0:00（月曜深夜） 以降順次更新 | dアニメストア ニコニコ生放送 ニコニコチャンネル DMM TV Lemino FOD バンダイチャンネル Hulu TELASA （見放題プラン） J:COM STREAM milplus見放題パックプライム U-NEXT アニメ放題 Netflix TVer | 見放題配信     |
|               |                                    | ムービーフルplus ビデオマーケット カンテレドーガ music.jp HAPPY!動画 Rakuten TV | 都度課金配信   |

### BD / DVD
| 巻 | 発売日            | 収録話          | 規格品番      | 規格品番      |
| 巻 | 発売日            | 収録話          | BD            | DVD           |
| -- | ----------------- | --------------- | ------------- | ------------- |
| 1  | 2025年3月26日     | 第1話 - 第2話   | ANZX-16801/2  | ANZB-16801/2  |
| 2  | 2025年4月23日     | 第3話 - 第4話   | ANZX-16803/4  | ANZB-16803/4  |
| 3  | 2025年5月28日     | 第5話 - 第6話   | ANZX-16805/6  | ANZB-16805/6  |
| 4  | 2025年6月25日     | 第7話 - 第8話   | ANZX-16807/8  | ANZB-16807/8  |
| 5  | 2025年12月3日予定 | 第9話 - 第10話  | ANZX-16809/10 | ANZB-16809/10 |
| 6  | 2026年1月7日予定  | 第11話 - 第12話 | ANZX-16811/2  | ANZB-16811/2  |

## 関連企画

### PV
YouTubeの公式電撃文庫チャンネル で高橋李依による1分45秒のPVが配信された。
- 高橋李依が熱演！『ギルドの受付嬢ですが、残業は嫌なのでボスをソロ討伐しようと思います』PV【電撃小説大賞《金賞》】[42]（2021年3月5日）

また、同チャンネルにおいて、電撃文庫の新作及び人気シリーズの冒頭部分を声優が朗読する企画「電撃文庫朗読してみた」のひとつとして、楠木ともりによる約10分の朗読が配信された。
- 『ギルドの受付嬢ですが、残業は嫌なのでボスをソロ討伐しようと思います』（朗読／楠木ともり）【電撃文庫朗読してみた】[43]（2021年3月19日）

### ボイスドラマ
- ギルドの受付嬢ですが、残業は嫌なのでボスをソロ討伐しようと思います 第1話[44]（CV：渡部紗弓）

### 先行上映会
- 2024年12月17日、東京・新宿バルト9にて開催。登壇者は、高橋李依（アリナ・クローバー役）、熊谷健太郎（ジェイド・スクレイド役）、古賀葵（ルルリ・アシュフォード役）、安田陸矢（ロウ・ロズブレンダ役）。[45]